# Marcus Cornelius Fronto
Marcus Cornelius Fronto (kolem 100 – asi 175), byl římský řečník, právník a básník.
Fronto získal, po svém příchodu do Říma, svými soudními obhajobami poměrně velkou popularitu.
Roku 142 krátce působil jako konzul.

## Dílo
Fronto patřil k hlavním propagátorům návratu literatury k archaickému stylu, tímto přístupem k literatuře ovlivnil celé období úpadku římské literatury. Tímto směrem vychovával i své žáky, mezi něž patřili např. i Marcus Aurelius či Lucius Verus.
- De differentiss vocabolorum

Dále se od něj zachovala korespondence, ze které lze usuzovat, že se nejednalo o příliš inteligentního a originálního člověka a je překvapivé, že takový člověk mohl dosáhnout tak velkého vlivu na římskou literaturu.